# سيمون شينك
سيمون شينك هو سياسي سويسري، ولد في 16 مايو 1946 في Langnau im Emmental ‏ في سويسرا، وتوفي في 1 مايو 2020 في برن في سويسرا. نشط حزبياً في حزب الشعب السويسري. وقد انتخب عضو المجلس الوطني السويسري ‏ (28 نوفمبر 1994 – 4 ديسمبر 2011).